# Saison 2 de Shameless
Chronologie
Saison 1 Saison 3
Cet article présente le guide des épisodes de la deuxième saison de la série télévisée américaine Shameless.

## Distribution

### Acteurs principaux
- William H. Macy (VF : Julien Kramer) : Francis "Franck" Gallagher
- Emmy Rossum (VF : Anne Tilloy) : Fiona Gallagher
- Jeremy Allen White (VF : Thierry D'Armor) : Phillip "Lip" Gallagher
- Cameron Monaghan (VF : Rémi Caillebot) : Ian Gallagher
- Emma Kenney (VF : Kelly Marot) : Deborah "Debbie" Gallagher
- Ethan Cutkosky (VF : Lionel Cecilio) : Carl Gallagher
- Shanola Hampton (VF : Ilana Castro) : Veronica "Vee" Fisher
- Steve Howey (VF : Olivier Augrond) : Kevin "Kev" Ball
- Justin Chatwin (VF : Franck Lorrain) : Steve Wilton/Jimmy Lishman
- Brennan Kane Johnson et Blake Alexander Johnson : Liam Gallagher
- Laura Slade Wiggins (VF : Marie Nonnenmacher) : Karen Jackson
- Joan Cusack (VF : Michèle Brulé) : Sheila Jackson

### Acteurs récurrents
- Amy Smart : Jasmine
- Pej Vahdat : Kash
- Tyler Jacob Moore : Tony Markovich
- Emma Greenwell : Mandy Milkovich
- Madison Davenport : Esther
- Marguerite Moreau : Linda
- Noel Fisher : Mikhailo "Mickey Milkovich
- Chloe Webb : Monica Gallagher
- Louise Fletcher : Peg Gallagher ('Grammy')
- Zach McGowan (VF : Fabrice Fara) : Jody Silverman
- Michael Patrick McGill : Tommy
- Kerry O'Malley : Kate
- Dennis Boutsikaris : Professeur Hearst
- Nicky Korba : Little Hank - ami de Carl
- James Wolk : Adam
- Dennis Cockrum : Terry Milkovich
- Jim Hoffmaster : Kermit
- Vanessa Bell Calloway : Carol Fisher
- Stephanie Fantauzzi : Estefania

## Liste des épisodes

### Épisode 1:Voilà l'été
- États-Unis : 8 janvier 2012 sur Showtime
- France : 
  -     - 29 novembre 2012 sur Canal+
    - 9 octobre 2013 sur Numéro 23 [1]
- Québec : 14 janvier 2013 sur AddikTV
- Belgique : 25 août 2013 sur Be Séries

- États-Unis : 1,58 million de téléspectateurs[2] (première diffusion)

### Épisode 2:Amours de vacances
- États-Unis : 15 janvier 2012 sur Showtime
- France : 
  -     - 6 décembre 2012 sur Canal+
    - 9 octobre 2013 sur Numéro 23
- Québec : 21 janvier 2013 sur AddikTV
- Belgique : 25 août 2013 sur Be Séries

- États-Unis : 1,25 million de téléspectateurs[3] (première diffusion)

### Épisode 3:Bourreau du cœur
- États-Unis : 22 janvier 2012 sur Showtime
- France : 
  -     - 13 décembre 2012 sur Canal+
    - 16 octobre 2013 sur Numéro 23
- Québec : 28 janvier 2013 sur AddikTV
- Belgique : 1er septembre 2013 sur Be Séries

- États-Unis : 1,28 million de téléspectateurs[4] (première diffusion)

### Épisode 4:Une sublime emmerdeuse
- États-Unis : 29 janvier 2012 sur Showtime
- France :
  -     - 20 décembre 2012 sur Canal+
    - 16 octobre 2013 sur Numéro 23
- Québec : 4 février 2013 sur AddikTV
- Belgique : 1er septembre 2013 sur Be Séries

- États-Unis : 1,37 million de téléspectateurs[5] (première diffusion)

### Épisode 5:Tel père, tel fils de pute
- États-Unis : 5 février 2012 sur Showtime
- France :
  -     - 27 décembre 2012 sur Canal+
    - 23 octobre 2013 sur Numéro 23
- Québec : 11 février 2013 sur AddikTV
- Belgique : 8 septembre 2013 sur Be Séries

- États-Unis : 1,01 million de téléspectateurs[6] (première diffusion)

### Épisode 6:Le retour de la vieille
- États-Unis : 12 février 2012 sur Showtime
- France :
  -     - 3 janvier 2013 sur Canal+
    - 23 octobre 2013 sur Numéro 23
- Québec : 18 février 2013 sur AddikTV
- Belgique : 8 septembre 2013 sur Be Séries

- États-Unis : 1,44 million de téléspectateurs[7] (première diffusion)

### Épisode 7:Le labo de meth'
- États-Unis : 19 février 2012 sur Showtime
- France :
  -     - 10 janvier 2013 sur Canal+
    - 30 octobre 2013 sur Numéro 23
- Québec : 25 février 2013 sur AddikTV
- Belgique : 15 septembre 2013 sur Be Séries

- États-Unis : 1,41 million de téléspectateurs[8] (première diffusion)

### Épisode 8:Pas de printemps pour mamie
- États-Unis : 4 mars 2012 sur Showtime
- France :
  -     - 17 janvier 2013 sur Canal+
    - 30 octobre 2013 sur Numéro 23
- Québec : 4 mars 2013 sur AddikTV
- Belgique : 15 septembre 2013 sur Be Séries

- États-Unis : 1,6 million de téléspectateurs[9] (première diffusion)

### Épisode 9:Monicataclysme
- États-Unis : 11 mars 2012 sur Showtime
- France :
  -     - 24 janvier 2013 sur Canal+
    - 6 novembre 2013 sur Numéro 23
- Québec : 11 mars 2013 sur AddikTV
- Belgique : 22 septembre 2013 sur Be Séries

- États-Unis : 1,31 million de téléspectateurs[10] (première diffusion)

### Épisode 10:Nettoyage de printemps
- États-Unis : 18 mars 2012 sur Showtime
- France :
  - 31 janvier 2013 sur Canal+
  - 6 novembre 2013 sur Numéro 23
- Québec : 18 mars 2013 sur AddikTV
- Belgique : 22 septembre 2013 sur Be Séries

- États-Unis : 1,16 million de téléspectateurs[11] (première diffusion)

### Épisode 11:Les dindons de la farce
- États-Unis : 25 mars 2012 sur Showtime
- France :
  -     - 7 février 2013 sur Canal+
    - 13 novembre 2013 sur Numéro 23
- Québec : 25 mars 2013 sur AddikTV
- Belgique : 29 septembre 2013 sur Be Séries

- États-Unis : 1,51 million de téléspectateurs[12] (première diffusion)

### Épisode 12:Retour à l'anormal
- États-Unis : 1er avril 2012 sur Showtime
- France :
  -     - 14 février 2013 sur Canal+
    - 13 novembre 2013 sur Numéro 23
- Québec : 1er avril 2013 sur AddikTV
- Belgique : 29 septembre 2013 sur Be Séries

- États-Unis : 1,45 million de téléspectateurs[13] (première diffusion)

## Audiences aux États-Unis
| N° d'épisode | Titre français              | Titre original                        | Chaîne   | Date de diffusion originale | USA (en millions de téléspectateurs) |
| ------------ | --------------------------- | ------------------------------------- | -------- | --------------------------- | ------------------------------------ |
| 1            | Voilà l'été                 | Summertime                            | Showtime | 8 janvier 2012              | 1,58                                 |
| 2            | Amours de vacances          | Summer Loving                         | Showtime | 15 janvier 2012             | 1,25                                 |
| 3            | Bourreau du cœur            | I'll Light a Candle for You Every Day | Showtime | 22 janvier 2012             | 1,28                                 |
| 4            | Une sublime emmerdeuse      | A Beautiful Mess                      | Showtime | 29 janvier 2012             | 1,37                                 |
| 5            | Tel père, tel fils de pute  | Father's Day                          | Showtime | 5 février 2012              | 1,01                                 |
| 6            | Le retour de la vieille     | Can I Have a Mother                   | Showtime | 12 février 2012             | 1,44                                 |
| 7            | Le labo de meth             | A Bottle of Jean Nate                 | Showtime | 19 février 2012             | 1,41                                 |
| 8            | Pas de printemps pour mamie | Parenthood                            | Showtime | 4 mars 2012                 | 1,60                                 |
| 9            | Monicataclysme              | Hurricane Monica                      | Showtime | 11 mars 2012                | 1,31                                 |
| 10           | Nettoyage de printemps      | A Great Cause                         | Showtime | 18 mars 2012                | 1,16                                 |
| 11           | Les dindons de la farce     | Just Like the Pilgrims Intended       | Showtime | 25 mars 2012                | 1,51                                 |
| 12           | Retour à l'anormal          | Fiona Interrupted                     | Showtime | 1er avril 2012              | 1,45                                 |